# 観光号 (韓国)
観光号（朝鮮語: 관광호）は、かつて韓国鉄道庁がソウル駅 - 釜山駅間で運行していた優等列車（超特急）の列車愛称。1968年2月10日から1974年8月14日まで使用され、以降はセマウル号（朝鮮語: 새마을호）に改称された。
この項目では、日立製作所と日本車輌製造によって製造された観光号用の客車についても解説する。

## 登場までの経緯
大韓民国建国後、1946年5月20日に登場した"解放者号"を皮切りに"太極号"、"白馬号"、"豊年号"を始め多数の優等列車が各地の鉄道路線に登場した。しかしそれらに導入された客車は朝鮮総督府鉄道時代の車両やそれを模して製造された車両など、どれも空調装置が備わっていなかった。そこで漢江の奇跡とも呼ばれる高度経済成長を迎えた1960年代後半に、韓国鉄道庁は列車の接客サービスの向上や近代化を促進するため空調装置を完備した新型客車列車を導入する事を決定し、将来の国産を見据えた技術導入という意図も含め日本から複数の客車を輸入した。これらを用いた優等列車として1969年から運行を開始したのが"観光号"である。

## 車両

### 機関車
観光号登場当初は従来のディーゼル機関車が牽引機として用いられたが、1969年6月10日からはアメリカ・EMDが製造した最高速度150 km/hの高速旅客用機関車である7000形（初代）が導入され、所要時間の大幅な短縮が実現した。塗装は後述する客車に合わせたものになっていた他、1970年代まで一部車両のショートノーズ側に0系新幹線を模倣した流線形のカバーが設置されていた  。

### 客車
"観光号"登場に向けて導入された客車は、日本車輌製造・日立製作所が製造した車両である 。
1969年当時、日本国有鉄道の寝台特急に使用されていたブルートレインこと20系客車を基にした構造となっており、電源車に搭載されたディーゼル発電機が編成内の全車両の電力を賄う集中電源方式が採用された。電源車を除く車両の屋根には分散方式の冷房装置（PRV-1,504 V、600 W）が3基設置され、天井にある整風板を通して冷風が吹き出す構造となっていた一方、冬季はクーラーのカバーを兼ねた通風器から取り込まれた空気がヒーター（蒸気暖房）によって温められ車内に送られた。また、寒さが厳しい韓国の気候に合わせ水タンクや便所流し管、ブレーキ中継弁などの各部にヒーターが取り付けられ、凍結防止が図られた。
客車や食堂車の側面窓には長手方向の寸法が1,870 mmという大型窓が用いられ、韓国で標準的に用いられている低床式プラットホームに合わせ乗降扉下部には大型のステップが設置されていた。塗装は韓国の看板列車にふさわしいものという要望のもと、クリーム色を地色に窓回りおよび車体下部に青色を纏ったものが採用された。
観光号の編成に連結された客車は以下の4種類である。登場当初は既存の客車よりも居住性が向上した事から一般室車を"一等車"、特室車を"特一等車"と称していた。
- 一般室車 - 日本国有鉄道における二等車（普通車）に該当する車両で定員は56人。製造両数は日本車輌製造製が22両、日立製作所製が18両である。座席は2＋2列配置の回転式リクライニングシートで、テーブルは肘掛に収納可能な構造となっていた。便所は和式便所であった。
- 特室車 - 日本国有鉄道における一等車（グリーン車）に該当する車両で、定員は48人。日立製作所により5両が製造された。座席は二等車と同様2＋2配列の回転式リクライニングシートだが、各座席のテーブルは航空機と同様前方の座席の背すり背面部に取り付けられていた他、通路にはカーペットが敷かれていた。また車内の一端にはビジネス客向けの個室が設置され、もう一端には洋式便所が備わっていた。
- 食堂車 - 日本車輌製造により5両が製造。中央部に調理室およびカウンターが設置され、前後にテーブル席およびカウンター席が用意された[注釈 2]。
- 電源車 - 日本車輌製造が2両、日立製作所が3両を製造。編成の先頭および最後部に1両連結され、編成内の全車両に電気を供給する発電機が搭載されていた他、荷物室や車掌室、便所なども設置されていた。車体の長さは一般室車、特室車、食堂車よりも短い17,970 mmであった。

## 運用
1969年2月10日から暫定的な営業運転を開始した後、7000形（初代）ディーゼル機関車が登場した同年6月10日から本格的な営業運転が始まり、所要時間が暫定運転時の5時間45分から4時間50分と大幅に短縮した。またそれに併せて停車駅の新設・改良も行われ、釜山駅が現在地点に移転し大型の駅舎が建設された他、新たなターミナル駅として東大邱駅が開業した。
その後、1970年から始まったセマウル運動に併せ"観光号"の列車愛称は1974年8月15日以降セマウル号に変更されたが、観光号に導入された日本製客車の設計は1975年以降韓国国内で製造された客車に受け継がれ、1980年代まで同型車両の導入が続いた。セマウル号用車両における2＋2列配置の回転式リクライニングシート、食堂車の車内レイアウト、電源車を連結した集中電源方式など、以降の韓国の列車へ標準的に採用された構造も多い。なお、日本製客車を含めた鋼製客車についてはステンレス製客車およびセマウル号用気動車（101・111・251系）の導入に伴い1987年以降ムグンファ号用に格下げされた。